# Per te/Pronto 113
Per te/Pronto 113 è un 45 giri della cantante italiana Iva Zanicchi, pubblicato nel 1979.
È il 45 giri di lancio dell'album Playboy. Entrambi i brani sono presentati da Iva Zanicchi, in qualità di ospite, al Festival di Sanremo del 1979.

## Tracce
Lato A
- Per te - 4:10 - (P. Felisatti - C. Malgioglio)

Lato B
- Pronto 113 - 4:00 - (C. Castellari - C. Malgioglio)